# 申勇南

申勇南（朝鲜语：／；1978年1月23日—），朝鮮職业足球运动员，入選過朝鮮國家奧運足球隊及朝鮮國家足球隊。現在效力於朝鮮足球聯賽球會鴨綠江體育團。

## 簡歷
申勇南在2004年入選朝鮮國家足球隊，代表朝鮮參加2006年世界盃的預選賽，並在客場對泰國國家足球隊中打入一球，取得晉級第三輪預選賽出線席位。2007年，後參加2008年東亞足球錦標賽預賽並協助朝鮮奪得冠軍取得決賽席位，之後參加卡達國際友誼賽中先後對馬利國家足球隊、卡達國家足球隊]和伊朗國家足球隊以正選身分上陣並協助朝鮮奪得了冠軍，後來又參加了2010年亞足聯挑戰盃並協助朝鮮奪得冠軍取得亞洲盃席位。
2009年以超齡身分入選朝鮮國家奧運足球隊參與2009年東亞運動會足球比賽，先後在對日本國家奧運足球隊、香港奧運足球代表隊和韓國國家奧運足球隊比賽中以正選隊長身分上陣，最後獲得第四名。

## 國際賽進球
朝鮮
| # | 日期          | 場地     | 對手   | 進球 | 比數 | 比賽                        |
| - | ------------- | -------- | ------ | ---- | ---- | --------------------------- |
| 1 | 2004年6月9日  | 泰國曼谷 | 泰國   | 1–2  | 1–4  | 2006年世界盃外圍賽 (亞洲區) |
| 2 | 2007年6月10日 | 中國澳門 | 蒙古国 | 5–0  | 7–0  | 2008年東亞足球錦標賽預賽    |

## 榮譽

### 國家隊
朝鮮
- 亞足聯挑戰盃冠軍：2010年；
- 東亞足球錦標賽預賽冠軍：2007年；

### 球會
鴨綠江體育團
- 朝鮮足球甲組聯賽冠軍：2008年；

## 連接
- 申勇南在National-Football-Teams.com的資料

| 體育角色      | 體育角色                | 體育角色      |
| ------------- | ----------------------- | ------------- |
| 前任： 南成哲 | 朝鮮國家足球隊隊長 2009 | 繼任： 朴成哲 |